# Minthopsis vittata
Minthopsis vittata är en tvåvingeart som beskrevs av Townsend 1915. Minthopsis vittata ingår i släktet Minthopsis och familjen parasitflugor.
Artens utbredningsområde är Peru. Inga underarter finns listade i Catalogue of Life.